# Невідкладний стан
Невідкла́дний стан — патологічні зміни в організмі людини, котрі виникають внаслідок дії фізичних, хімічних і біологічних факторів, які призводять до різкого погіршення здоров'я, можуть загрожувати життю і потребують екстрених лікувальних дій (в межах хвилини/хвилин, рідше годин).
До них відносять патологічні стани, які безпосередньо не загрожують життю, однак така загроза може стати реальною у будь-яку мить; стани, під час яких відсутність своєчасної медичної допомоги може зумовити стійкі зміни в організмі; стани, за яких в короткий термін треба полегшити страждання хворого чи постраждалого.

### Статті
- Актуальні питання медицини невідкладних станів (тези доповідей) / Гострі та невідкладні стани у практиці лікаря.- 2-3 (71-72), 2018. — С.50-74